# Hawker Aircraft
Hawker Aircraft Limited byl britský letecký výrobce, ve kterém vznikly některé z nejslavnějších výrobků v historii britského letectví.
Hawker měl své kořeny v období po konci první světové války, které vedlo k bankrotu společnosti Sopwith Aviation Company. Testovací pilot firmy Sopwith Harry Hawker a další tři, včetně Thomase Sopwitha, koupili majetek společnosti Sopwith, čímž v roce 1920 vznikla H.G. Hawker Engineering.
V roce 1933 byla společnost přejmenována na Hawker Aircraft Limited. V roce 1934 využila velké finanční krize a získala společnost Gloster. V příštím roce se sloučila s automobilkou a výrobcem motorů Armstrong Siddeley a její dceřinou společností Armstrong Whitworth Aircraft. Tak vznikla firma Hawker Siddeley Aircraft. Skupina obsahovala také firmu Avro.
Společnost Hawker Aircraft pokračovala ve výrobě letadel pod vlastním jménem jako součást firmy Hawker Siddeley, od roku 1955 divize skupiny Hawker Siddeley Group. Značka "Hawker" byla vypuštěna společně s dalšími sesterskými společnostmi v roce 1963. Hawker P.1127 byl posledním letadlem označeným jako "Hawker".

## Letouny
- Hawker Duiker – prototyp
- Hawker Woodcock – stíhací letoun
- Hawker Horsley – bombardér
- Hawker Danecock – stíhací letoun
- Hawker Hart – bombardér
  - Hawker Audax – spojovací letadlo
  - Hawker Demon – stíhací letoun
  - Hawker Hardy – bombardér
  - Hawker Hartebeest – bombardér

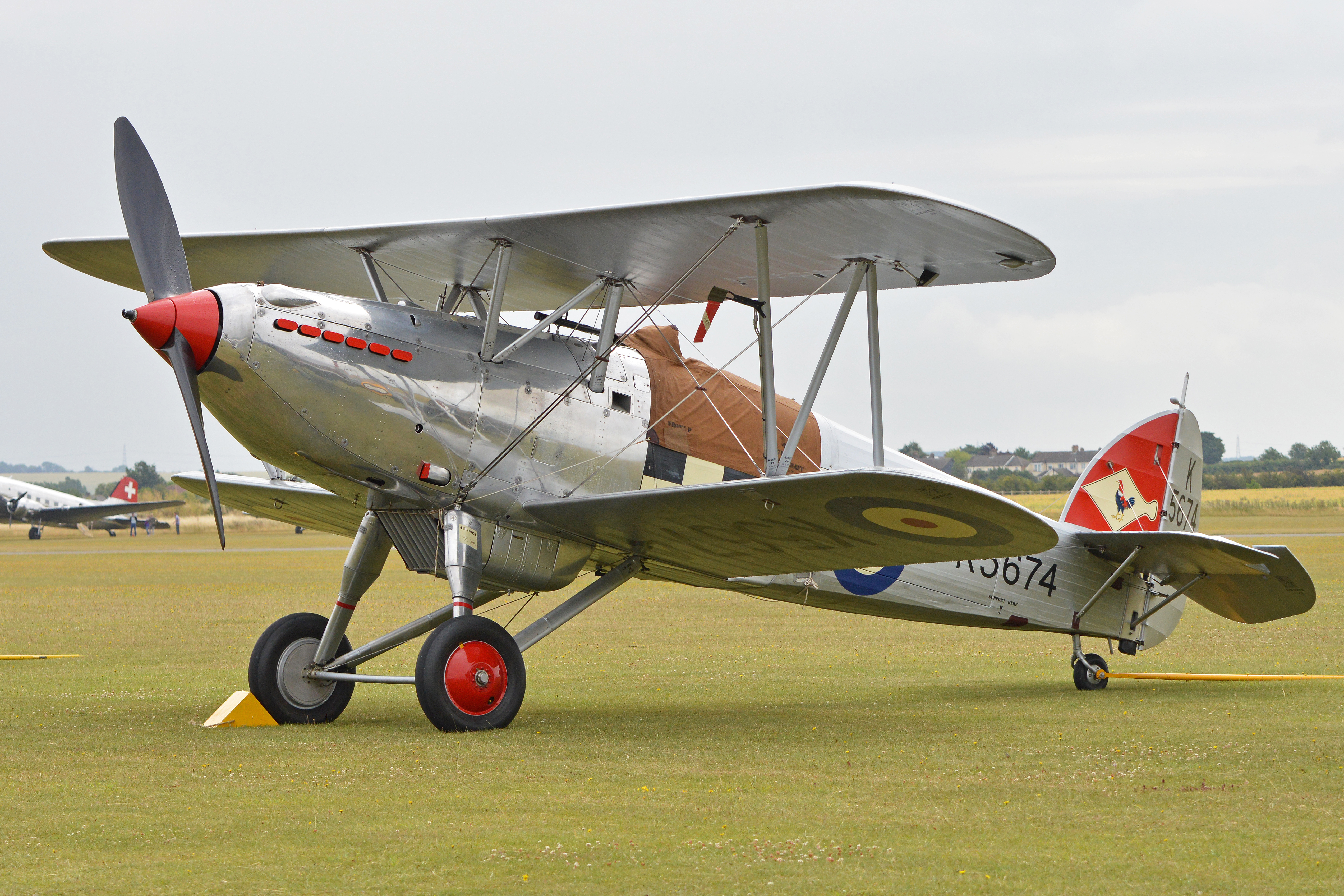
Hawker Fury

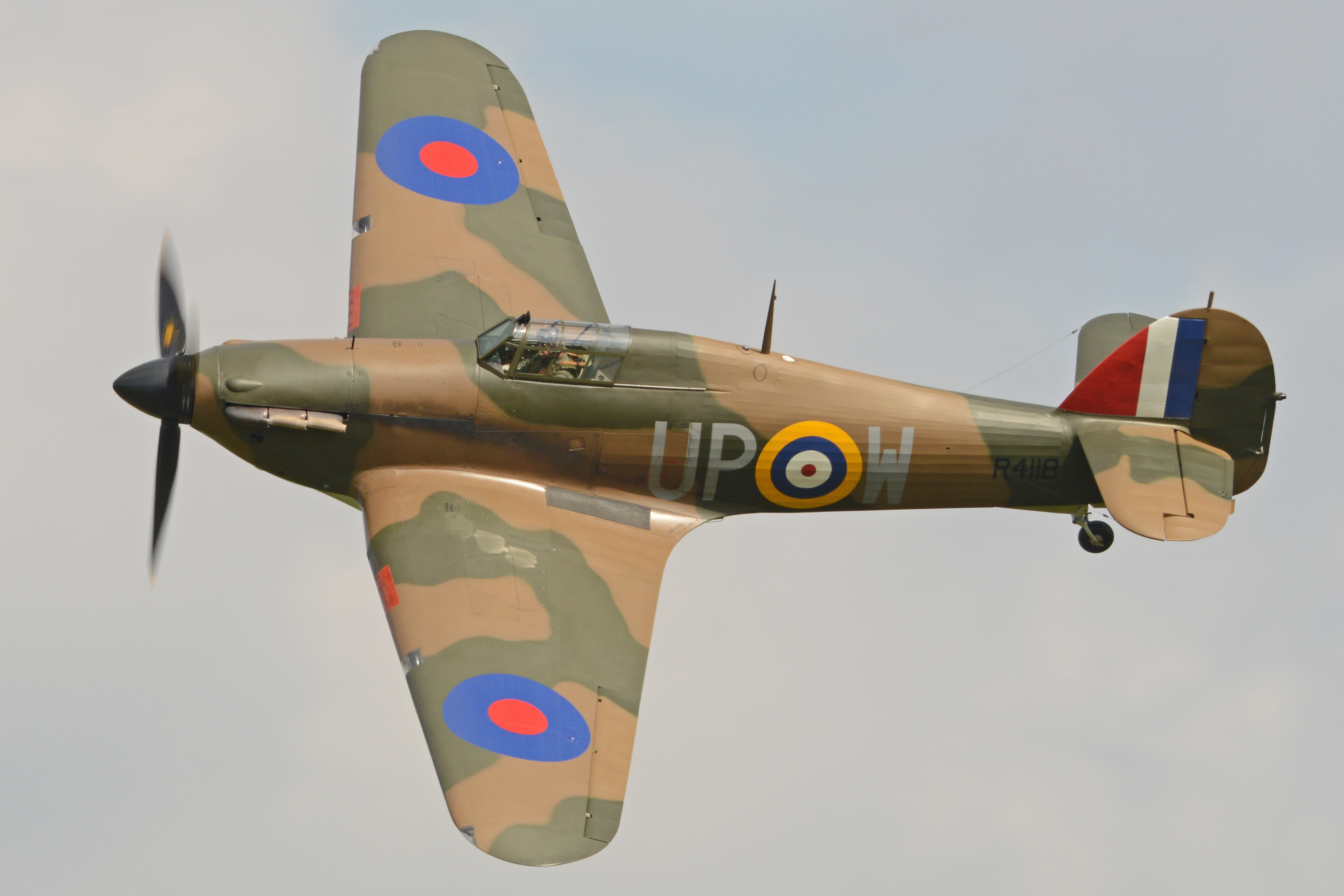
Hawker Hurricane

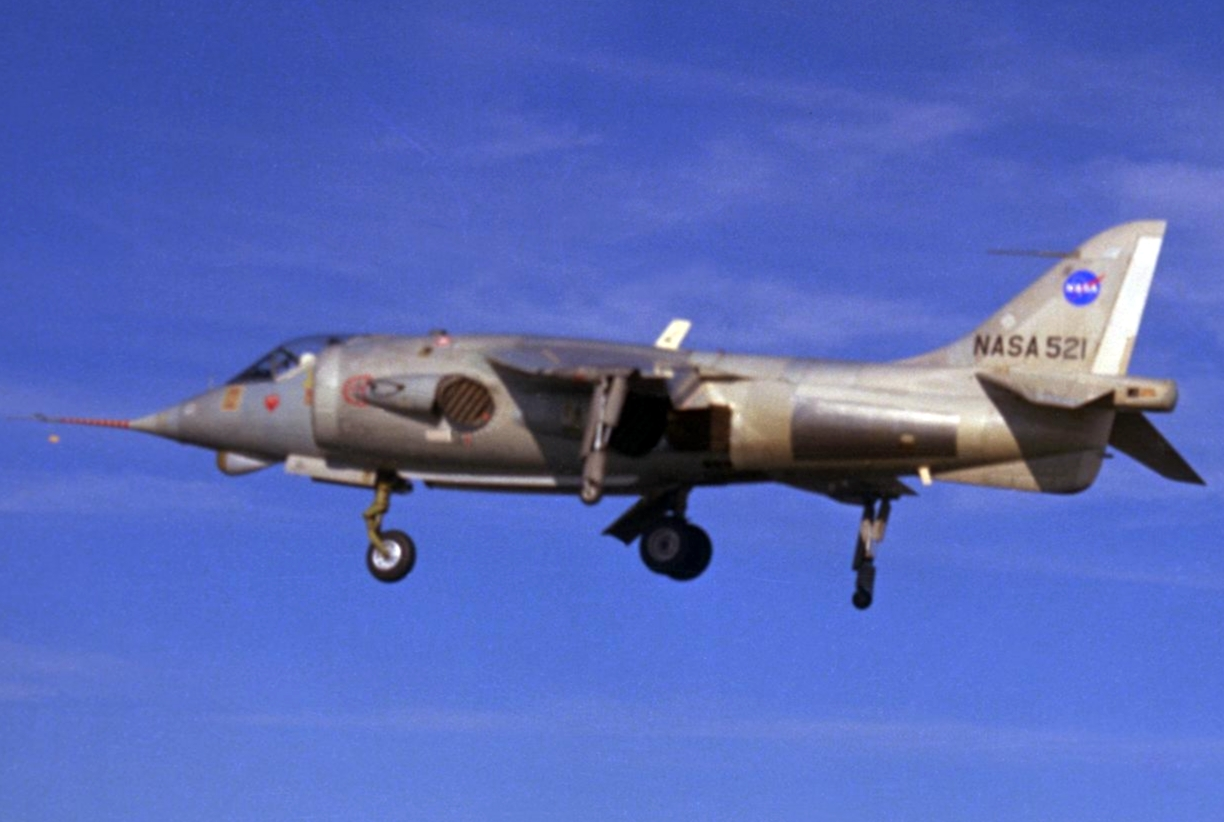
Hawker Siddeley P.1127

  - Hawker Osprey – palubní stíhací letoun
- Hawker Hind – bombardér
- Hawker Hector – spojovací letadlo
- Hawker Tomtit – cvičný letoun
- Hawker Fury – stíhací letoun
- Hawker Hurricane – stíhací letoun
- Hawker Henley – vlekač terčů
- Hawker Tornado – stíhací letoun
- Hawker Typhoon – stíhací letoun
- Hawker Tempest – stíhací letoun
- Hawker Sea Fury – palubní stíhací letoun
- Hawker Sea Hawk – palubní stíhací letoun
- Hawker Hunter – stíhací letoun
- Hawker Siddeley P.1127 – experimentální letoun